# Maison-atelier d'Arthur Rogiers
La Maison-atelier d'Arthur Rogiers a été construite à Bruxelles en 1898 par l'architecte Paul Hamesse en style art nouveau. Il s'agit de la première œuvre répertoriée de Paul Hamesse, un élève de Paul Hankar.
Elle est reprise sur la liste des monuments classés de Bruxelles-ville depuis le 8 août 1988.

## Situation
Cette maison se situe à Bruxelles dans le quartier des Squares au no 103 de la rue Charles-Quint à environ 300 mètres au nord-est du square Ambiorix. Ce quartier  possède de nombreux immeubles de style Art nouveau.

## Description
Cette façade est un peu plus austère que la plupart des façades de style Art nouveau bruxellois. Des grilles droites verticales en fer devant les baies du rez-de-chaussée renforce cette sensation d'austérité. Le jeu bicolore des briques rythme toutefois le bâtiment. Construite en brique rouge, la façade est interrompue par neuf doubles lignes horizontales de brique blanche séparées par une, deux ou trois lignes de brique rouge. À gauche du bow-window, une autre double ligne de brique blanche se croise plusieurs fois dessinant ainsi quelques losanges. L'alternance brique rouge - brique blanche se retrouve aussi autour de trois baies de cette façade.
Cet immeuble comporte deux travées asymétriques sauf pour le dernier étage qui est percé d'une grande baie vitrée sous un linteau de fer. Cette baie donnait la clarté à l'atelier du peintre et décorateur Arthur Rogiers. La travée de droite est la plus étroite. Elle possède de bas en haut dans le même plan vertical une porte d'entrée, une imposte avec petits bois et vitrail, deux consoles en pierre sculptée, un étroit bow-window en bois et un petit balcon. Deux baies très étroites sous arc en plein cintre bouclent le côté droit de cette travée.
Le soubassement en pierre de taille est percé par une fenêtre de cave protégée par une ferronnerie dont les courbes en éventail font penser à des plumes de paon. À droite, une ouverture dans la pierre est réservée à une boîte aux lettres en métal aux lignes courbes.

## Sources
- Top 100 Art nouveau/Bruxelles, Marie Ressler, éditions Aparté, page 96
- http://www.irismonument.be/fr.Bruxelles_Extension_Est.Rue_Charles_Quint.103.html